# 3569 Кумон
3569 Кумон (3569 Kumon) — астероїд головного поясу, відкритий 20 лютого 1938 року.
Тіссеранів параметр щодо Юпітера — 3,366.